# Ulu Peninsula
Ulu Peninsula är en udde i Antarktis. Den ligger i Västantarktis. Argentina, Chile och Storbritannien gör anspråk på området.
Terrängen inåt land är huvudsakligen kuperad, men åt sydväst är den platt. Trakten är glest befolkad. Närmaste befolkade plats är Mendel Polar Station, 13,9 kilometer norr om Ulu Peninsula. 